# 埃沃莱班
埃沃莱班（法語：Évaux-les-Bains，法語發音：[evo le bɛ̃]），法国中部市镇，位于新阿基坦大区克勒兹省，隶属于欧比松区，其市镇面积为45.55平方公里，2022年1月1日时人口数量为1,285人，在法国城市中排名第7,778位。
埃沃莱班位于克勒兹省东部，东侧和多姆山省和阿列省接壤，多条公路在此交汇，因其境内的温泉浴场而闻名。

## 地名来源
“Évaux”一名来源于拉丁语“Ivaonum”，其含义尚有待考证；“les-Bains”这一后缀自1961年起成为当地官方名称的一部分。
埃沃莱班所在区域历史上曾通行奥克语马尔什方言，“Évaux”对应的奥克语拼写为“Evaus”。

## 历史
埃沃莱班是克勒兹省境内历史最悠久的市镇之一。公元前50年，凯撒大帝率领的军队在塔尔德河右岸的一处高地上发现了温泉资源，并将其开辟为温泉浴场。中世纪时，埃沃莱班长期为孔布拉耶地区的商业中心，中世纪末期成为马尔什行省及穆兰综合行政区的一部分。法国大革命后，埃沃莱班成为克勒兹省的一个市镇，并在1795至1800年间为一个地区行署。20世纪后，埃沃莱班的人口数量逐年下降。

## 地理

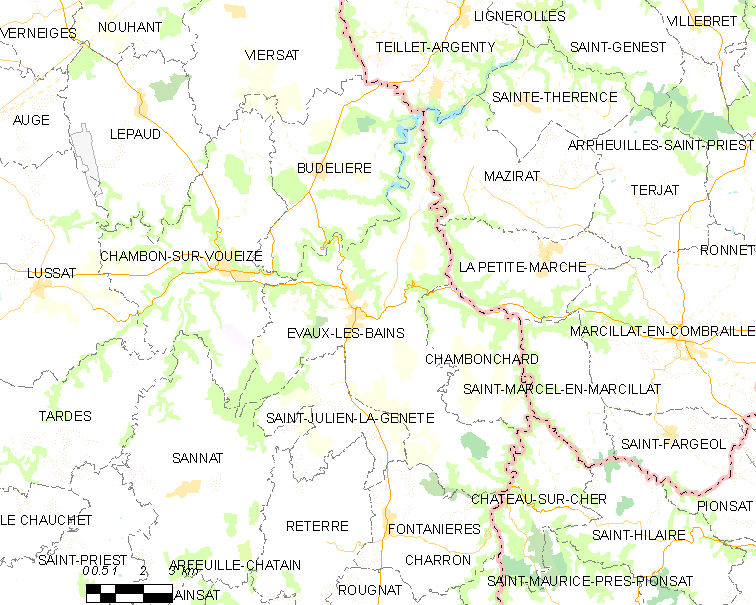
埃沃莱班市镇范围地图

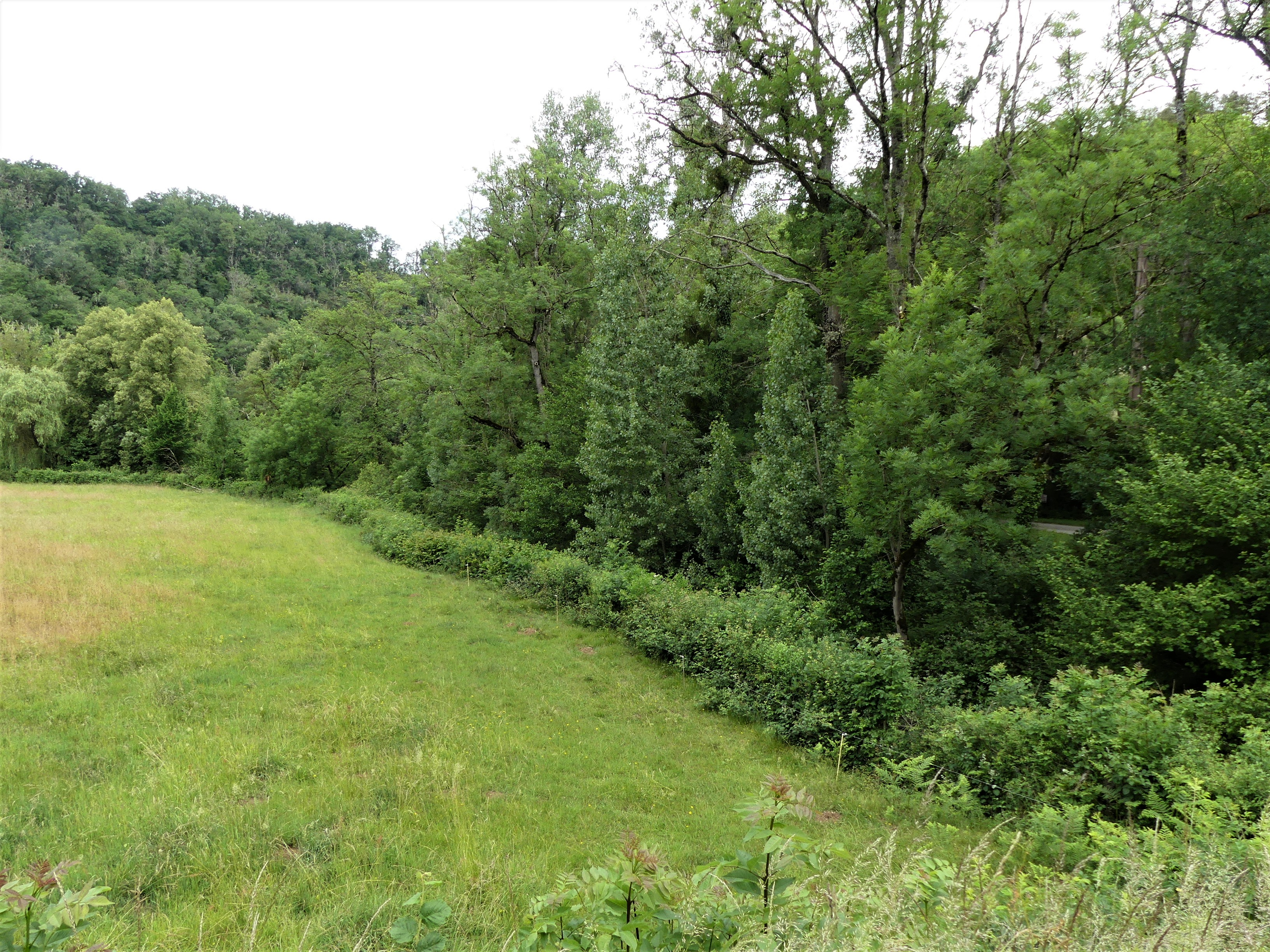
埃沃莱班附近的林地

埃沃莱班位于法国中部，新阿基坦大区东北部和克勒兹省东部，距离省会盖雷大约52公里。与埃沃莱班接壤的市镇包括：马济拉、小马尔什、比德利耶尔、武埃兹河畔尚邦、尚邦沙尔、丰塔尼耶尔、萨纳、圣瑞利安拉热内特、谢尔河堡。

### 地形
埃沃莱班位于法国中央高原北部的孔布拉耶地区，境内以丘陵为主，市镇中心位于一处地势较为平坦的台地地带，附近的河谷地区则地势低洼，全境海拔在292到560米之间。

### 水文
埃沃莱班位于卢瓦尔河流域范围内，塔尔德河自西南向北流经市镇北界，其右岸支流莫内溪（ruisseau de Moneix）则流经市区东部。

### 植被
埃沃莱班属于温带阔叶混交林区，林地主要分布于河谷地带。
在鲜花城市的评比中，埃沃莱班被评为1星级鲜花城市。

### 气候
埃沃莱班在柯本气候分类法中属于温带海洋性气候，因其海拔相对较高，故当地气候又有一定的山地特征。

## 行政区划
埃沃莱班的市镇编号为23076，邮政编号为23110。
在行政管理方面，埃沃莱班隶属于法国新阿基坦大区克勒兹省欧比松区；在地方选举方面，埃沃莱班是埃沃莱班县的中央投票站所在地，其市镇范围全境被划入克勒兹省选区；在社会管理方面，埃沃莱班是克勒兹河汇流市镇公共社区的组成部分。
法国国家统计与经济研究所（简称）在进行数据统计时，未将埃沃莱班划入任何城市核心区、城市区及城市辐射区（）内。此外，还将埃沃莱班市镇整体看作一个“块区”（IRIS），以便于统计人口分布情况。

## 交通

### 公路
克勒兹省省道D19线、D20线、D915线和D996线在埃沃莱班境内交汇，新阿基坦大区下属的城际客运提供巴士线路，可前往周边部分市镇。
2018年，51.1%的埃沃莱班家庭拥有至少一辆私人汽车。2019年，埃沃莱班境内共发生各类交通事故1起，造成4人受伤。
| 10 | 44 |

| 盖雷 | 52 |

| 蒙吕松 | 26 |

| 古宗 | 21 |

### 铁路

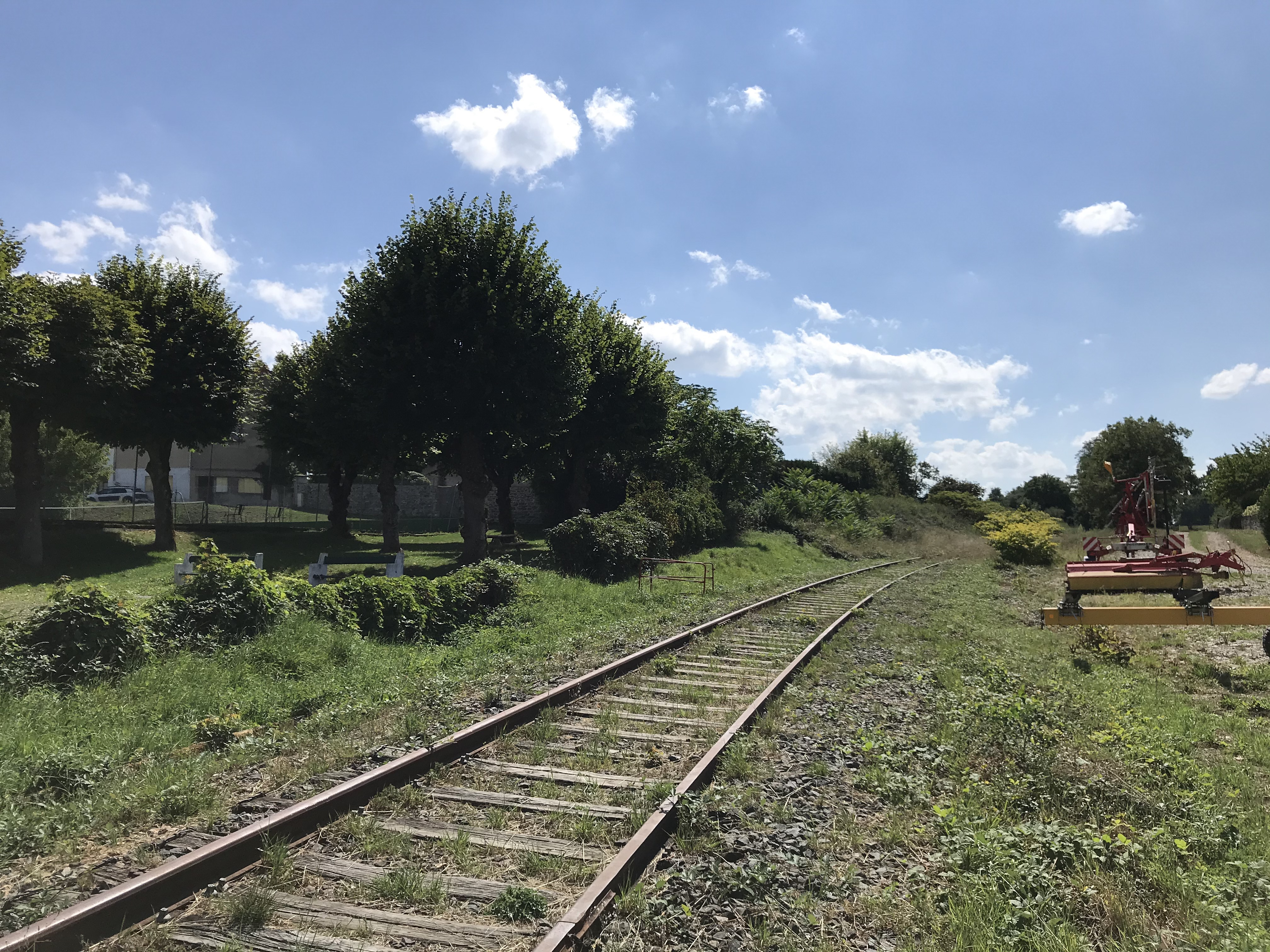
埃沃莱班境内已废弃的铁路线

埃沃莱班位于布尔日－米耶卡兹铁路上，该铁路埃沃莱班附近的路段已于2006年关闭。
距离埃沃莱班最近的运营中的客运铁路车站为26公里外的蒙吕松城站，该站停靠前往布尔日、克莱蒙费朗和利摩日三个方向的区域列车。

### 航空
距离埃沃莱班最近的民用航空站为克莱蒙机场，距离埃沃莱班市中心的公路里程约96公里。

### 城市公共交通
截至2022年8月，埃沃莱班暂无城市公共交通系统。

## 政治

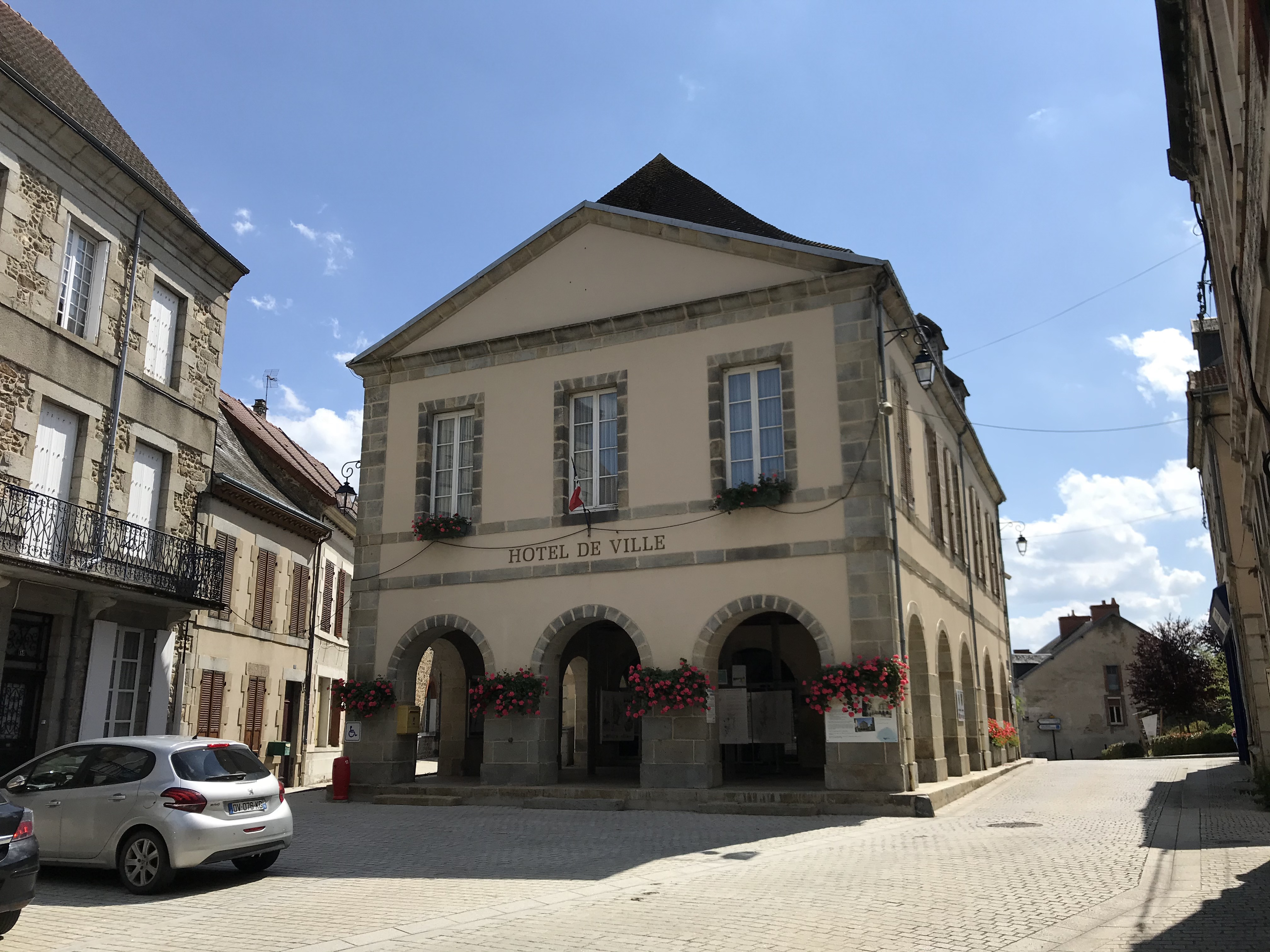
埃沃莱班市政厅

埃沃莱班的现任市长为布吕诺·帕皮诺先生（Bruno PAPINEAU），他是一名无党派人士，在2020年的市政选举中获得了100.00%的支持率（无其他候选人）。
在2022年的法国总统大选中，法国第25任总统埃马纽埃尔·马克龙在埃沃莱班获得了51.03%的支持率。

## 人口
2019年，埃沃莱班市镇人口数量为1,328，在法国排名第7,778位。其中男性624人，女性704人，75岁及以上人口占17.6%，外籍人口数量为34人，人口密度为29人/平方公里，当地居民被称为（男性）或（女性）。2020年，埃沃莱班境内出生13人，死亡人口21人。
| 埃沃莱班1901年－2019年人口变化情况 |
|                                    |
| 数据来源：Cassini、INSEE           |

## 经济
埃沃莱班是一个区域性的中心城市。截止2022年8月，埃沃莱班市镇范围内共有各类用人单位（包含自雇）285家，平均历史为20年，其中97.84%为中小型企业（PME），2022年6月至8月间，当地的经济活力指数为1.05%。（发电）和（博彩）是当地2021年营业额最高的两个企业，分别为1,379,705欧元和839,108欧元。

## 财政与居民收入
2020年，埃沃莱班的财政收入总额为1,581,500欧元，财政支出总额为1,193,140欧元，当年的债务总额为884,830欧元。2021年，埃沃莱班市镇共获得415,163欧元的国家财政补助，比上一年增加了2.22%。
2020年，埃沃莱班的人均月收入总额为1,651欧元，低于法国平均水平（2,303欧元）。
2018年，埃沃莱班境内的青壮年（15至64岁）失业率为8.5%，当地43.6%的家庭拥有纳税资格，平均纳税1,618欧元，低于法国平均水平（3,910欧元）。

## 社会事务

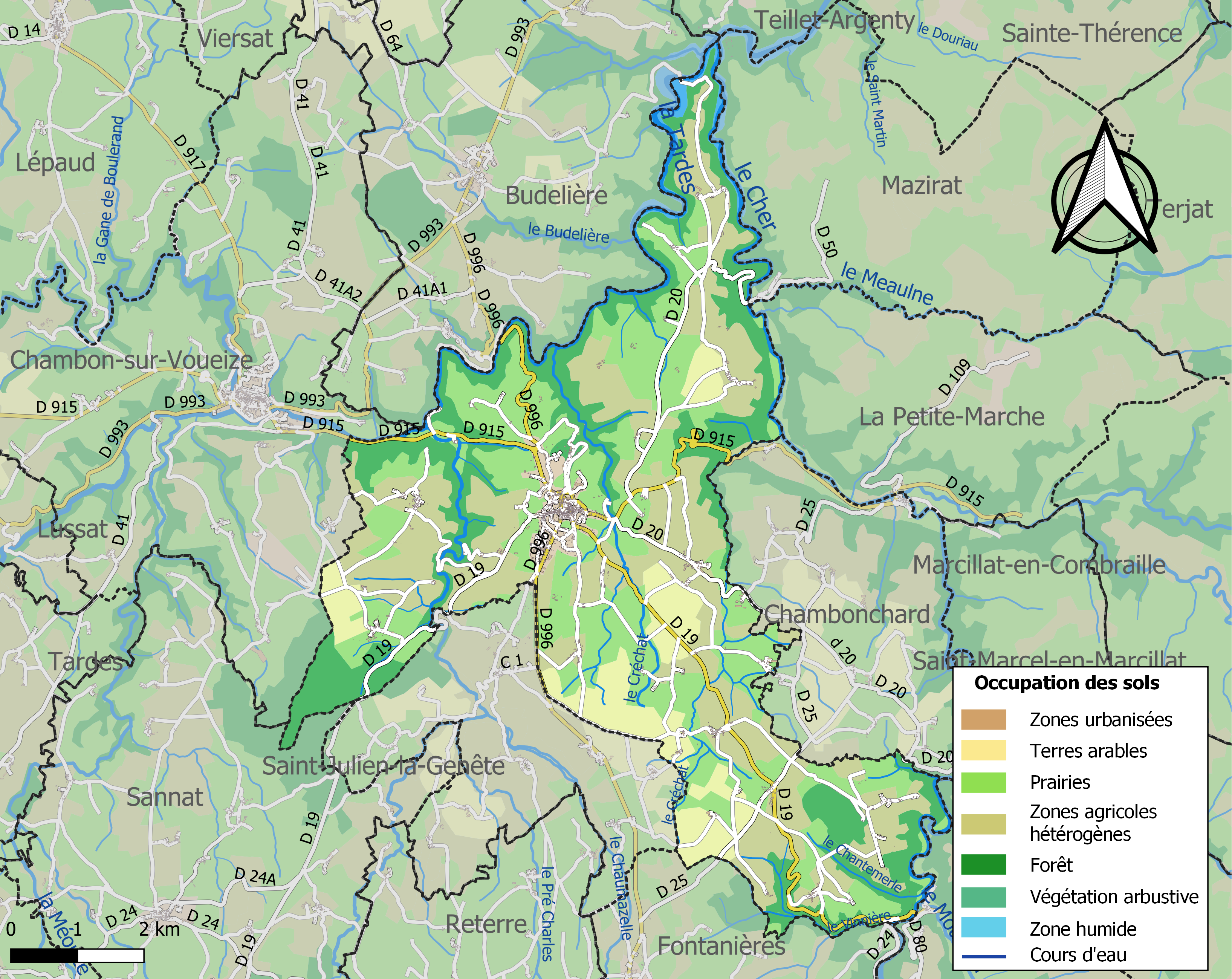
埃沃莱班土地利用情况地图

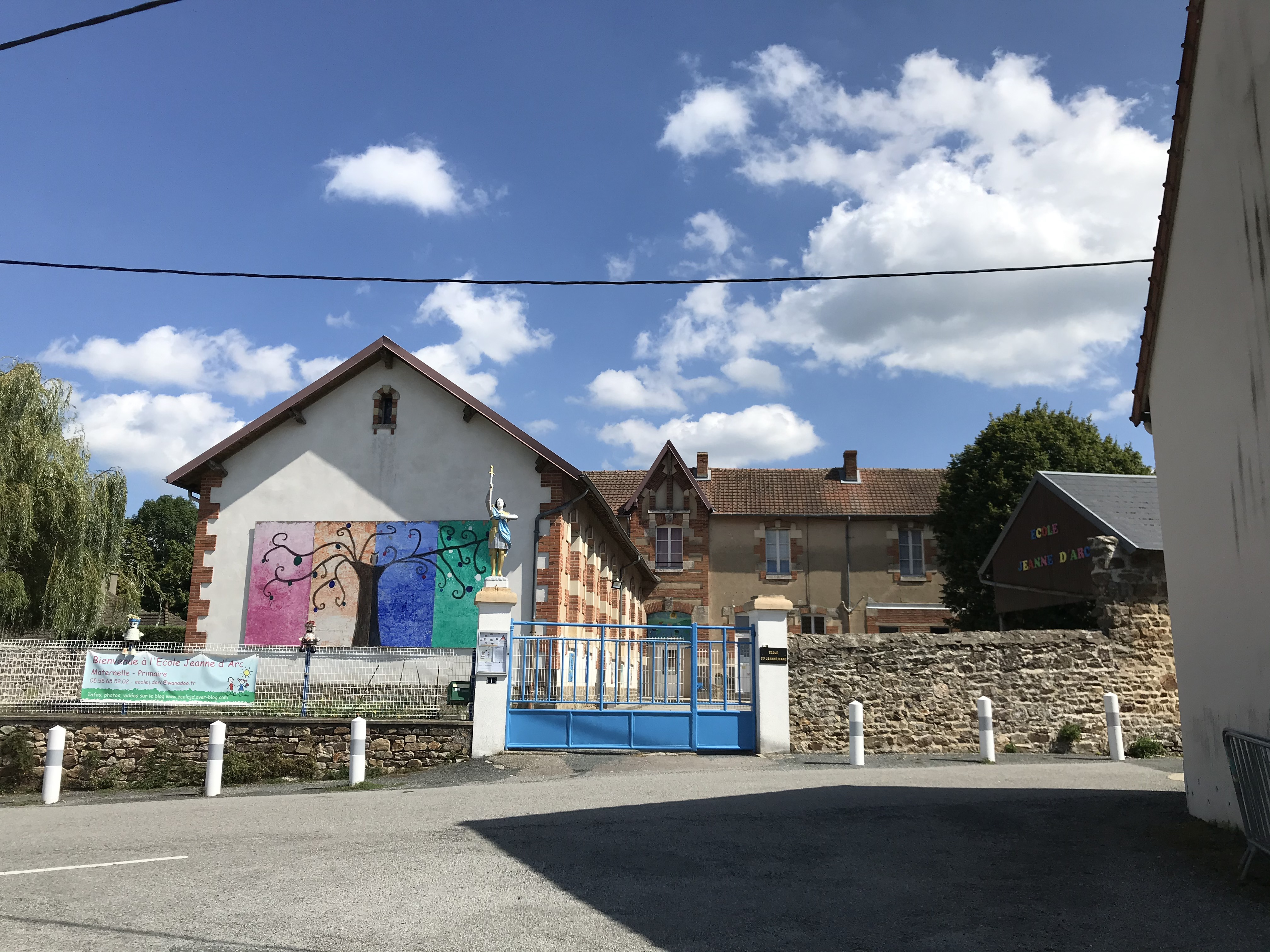
埃沃莱班的一所学校

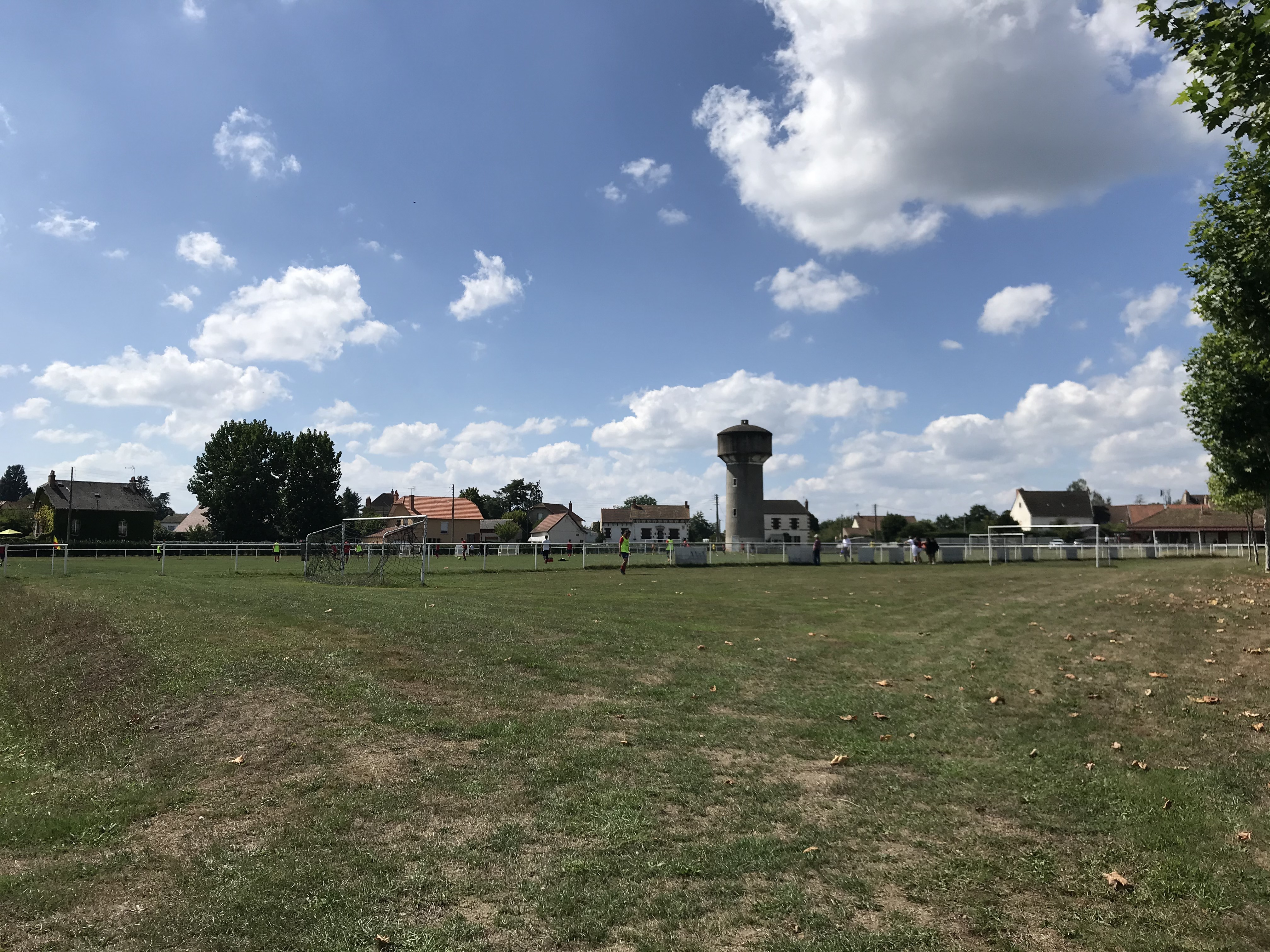
埃沃莱班球场

### 教育
埃沃莱班属于利摩日学区。截止2020年1月1日，埃沃莱班境内共有1所幼儿园和2所小学。

### 医疗
截止2020年1月1日，埃沃莱班境内共有全科医生6名、保健师5名、牙医1名、护士9名、耳科医生0名、眼科医生0名、皮肤科医生0名、助产士0名、儿科医生0名和妇科医生0名。境内共有药房1家、养老院1家、残疾人帮扶中心2家。
埃沃莱班中心医院（Centre Hospitalier d'Évaux-les-Bains）是法国的一个区域性医疗机构，其主病区位于埃沃莱班市区，设有床位145个，是当地规模最大的公立综合性医院。

### 住房
2018年，埃沃莱班境内共有各类住房1,113套，其中78.4%为独立式居民区，21.4%为集中式居民区。常住房屋占埃沃莱班市镇范围内居民建筑总量的61.7%。
在住房保障政策方面，2020年，埃沃莱班境内共有117户家庭获得了住房经济补助，受益人数占总人口数量的8.6%，其中110份为房租补助。

### 商业
2019年，埃沃莱班境内共有各类实体商铺47家，其中餐厅7家、大型超市1家、杂货店1家、面包房3家、肉铺1家、银行门店2家、美容美发店3家、汽车维修店3家。市区南部建有一家U Express超市。

### 体育
2020年，埃沃莱班境内共有1家游泳池、1座综合体育场、2处网球场以及1处足球或橄榄球场。
截至2022年8月，埃沃莱班-比德利耶尔前进体育俱乐部（Entente Sportive Evaux-Budelière，编号514354）是当地唯一的注册足球俱乐部。该俱乐部成立于1968年，其主队2022至2023赛季参加克勒兹省足球联赛甲组（法国第九级别），其主场为安德烈·巴斯蒂亚内利球场（Stade André Bastianelli）。

### 环境
埃沃莱班的环境事务由其所属的克勒兹河汇流市镇公共社区联合各级政府协调负责。2019年，埃沃莱班境内暂无污染企业。

### 治安
2019年，埃沃莱班市镇范围内有1处宪兵队。
埃沃莱班及其附近的共126个市镇是欧比松国家宪兵队（zone gendarmerie de Aubusson）的管辖范围。2020年，该宪兵队累计记录各类案件984起，其中盗窃类案件383起，经济类案件194起，毒品交易类案件130起。

## 文化
2020年，埃沃莱班境内有1家电影院。{link-fr|克勒兹河汇流市镇公共社区|Creuse Confluence}}在埃沃莱班设有一处图书馆，每周一、四、六向公众开放。

### 建筑
埃沃莱班境内有多处历史建筑，其中埃沃莱班圣伯多禄-圣保罗大教堂为法国国家文物保护单位，也是当地的地标性建筑物。

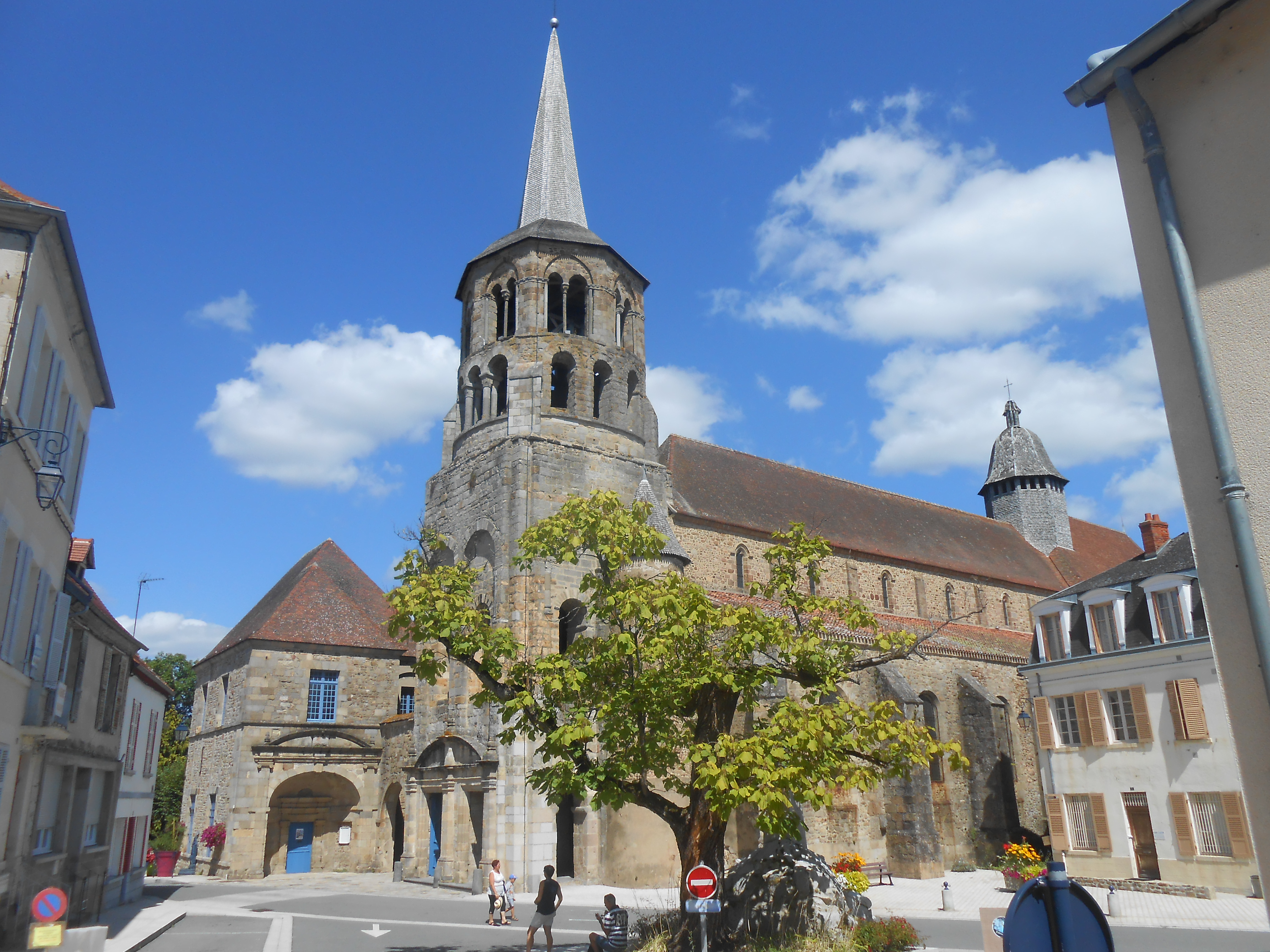
圣伯多禄-圣保罗大教堂（法语：Collégiale Saint-Pierre-Saint-Paul d'Évaux-les-Bains）
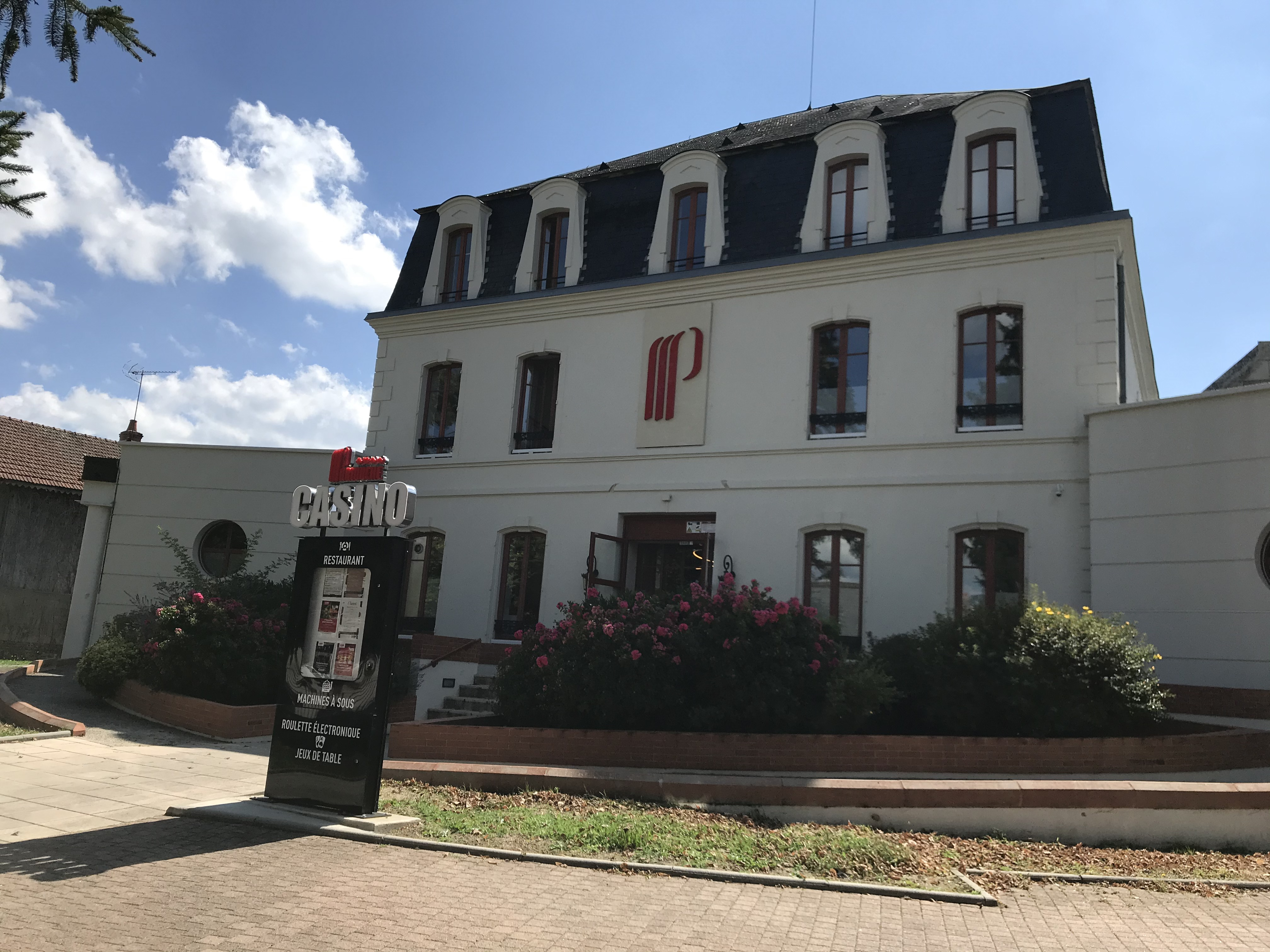
赌场
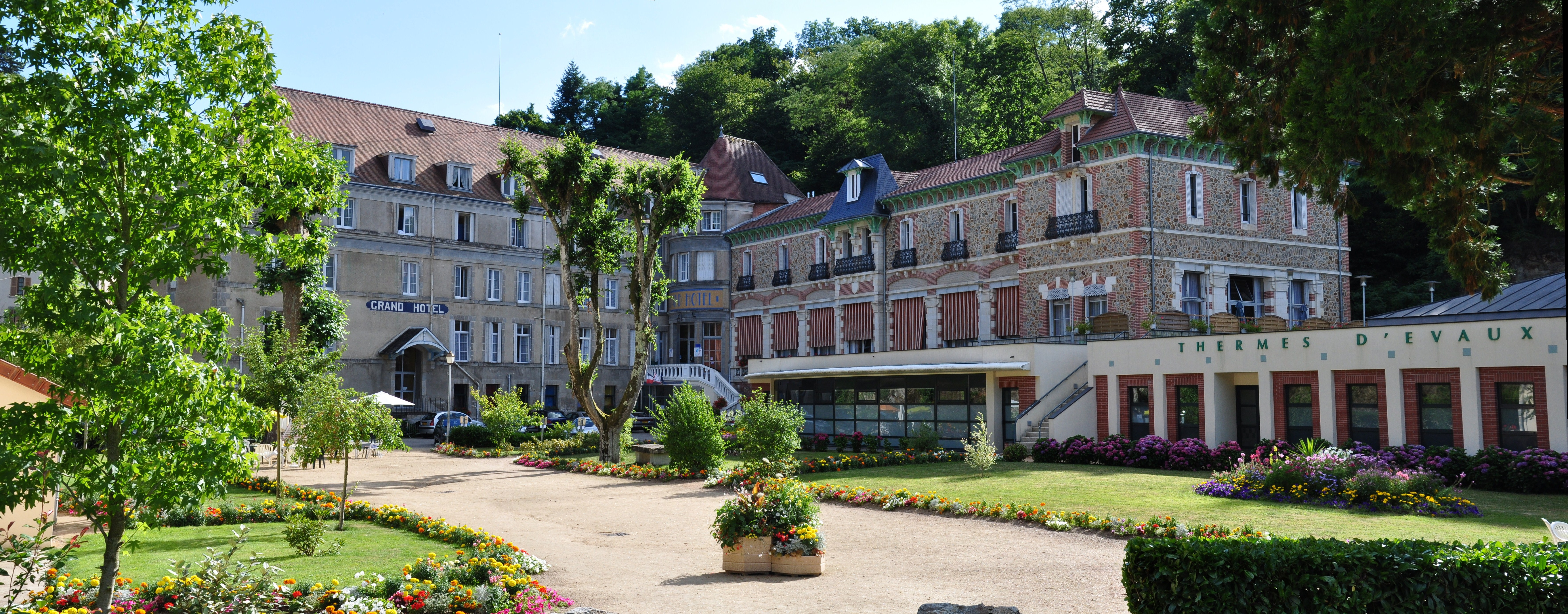
温泉浴场庭院
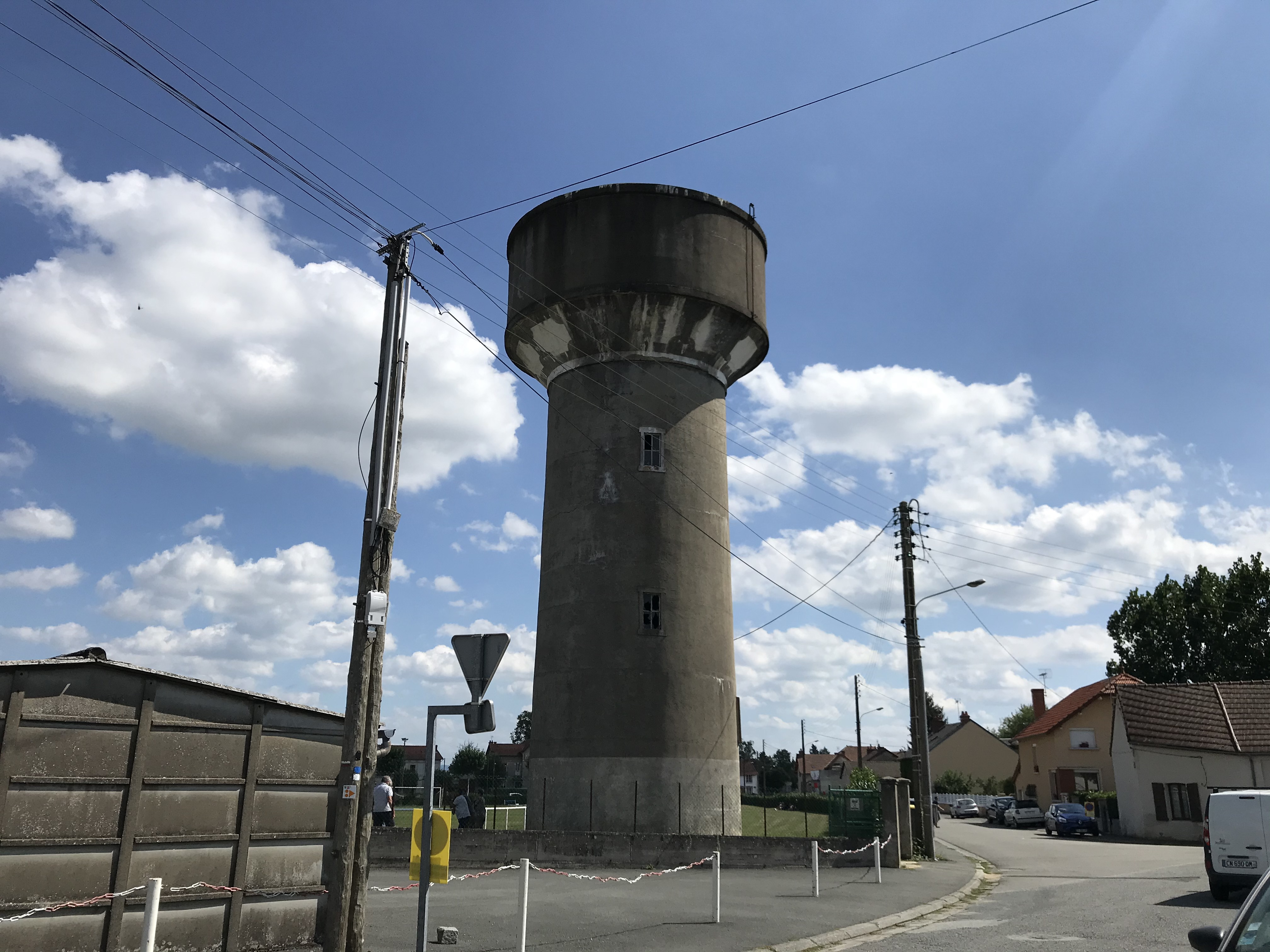
水塔
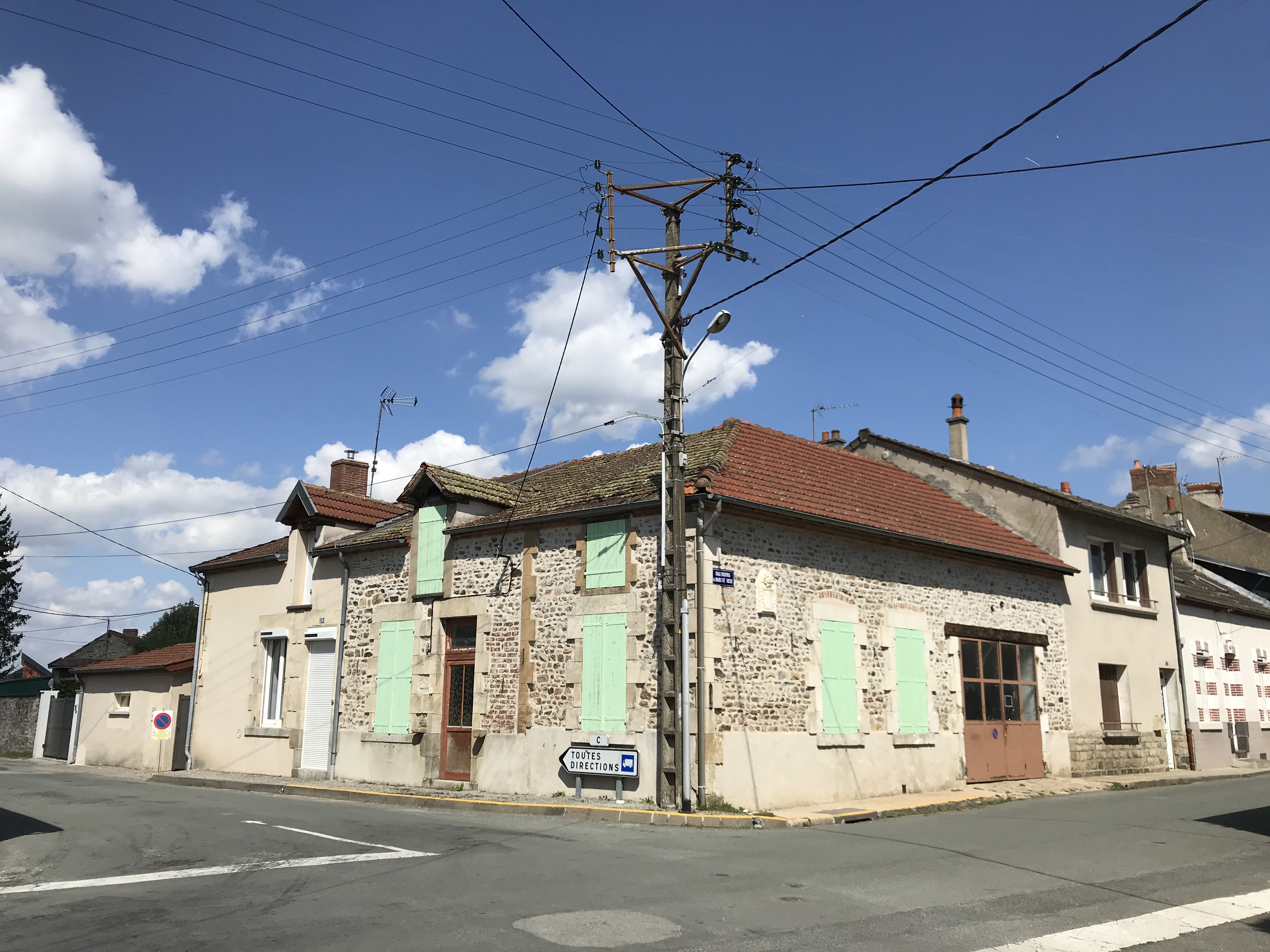
一处民居
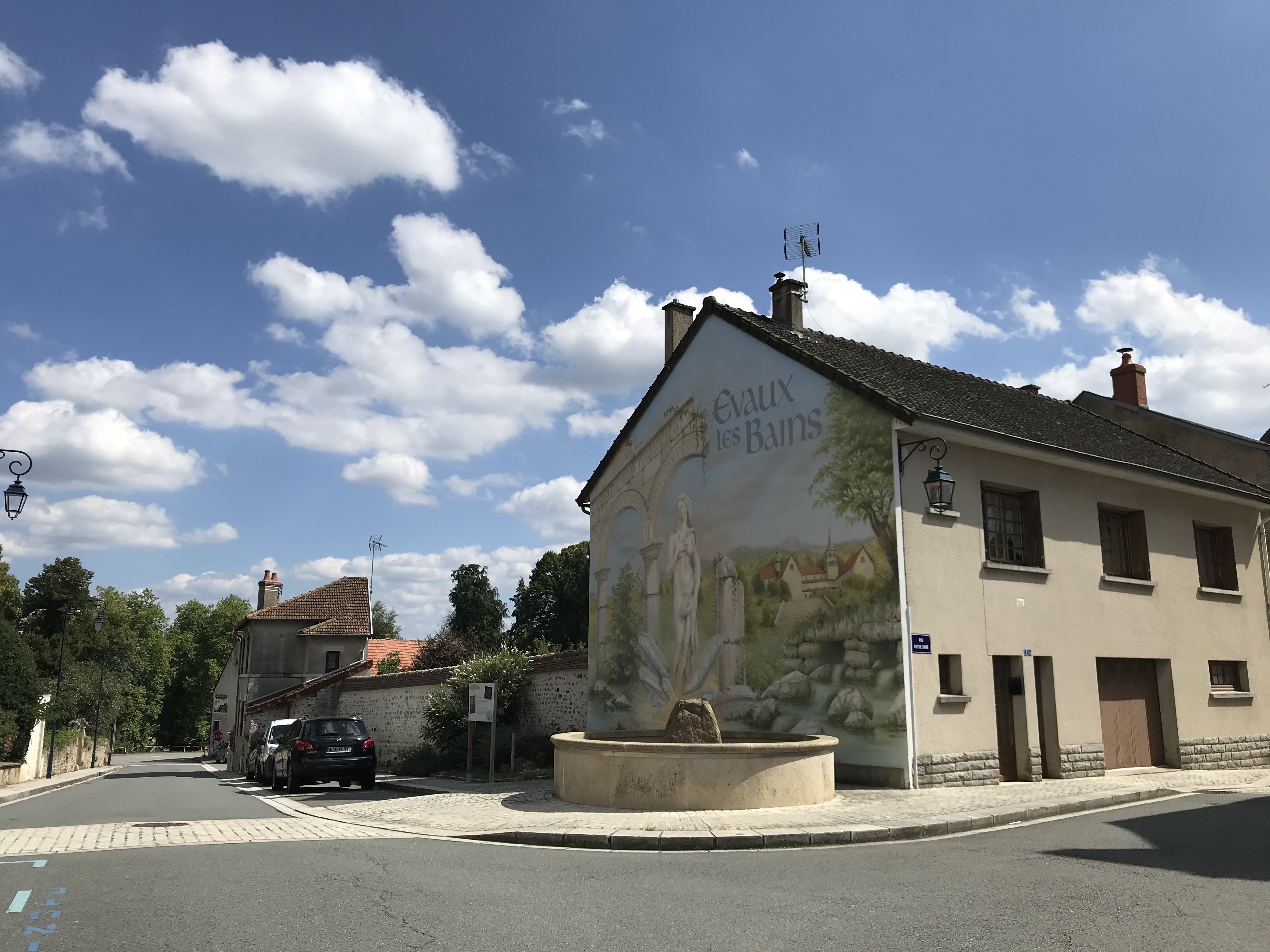
街心喷泉

### 旅游

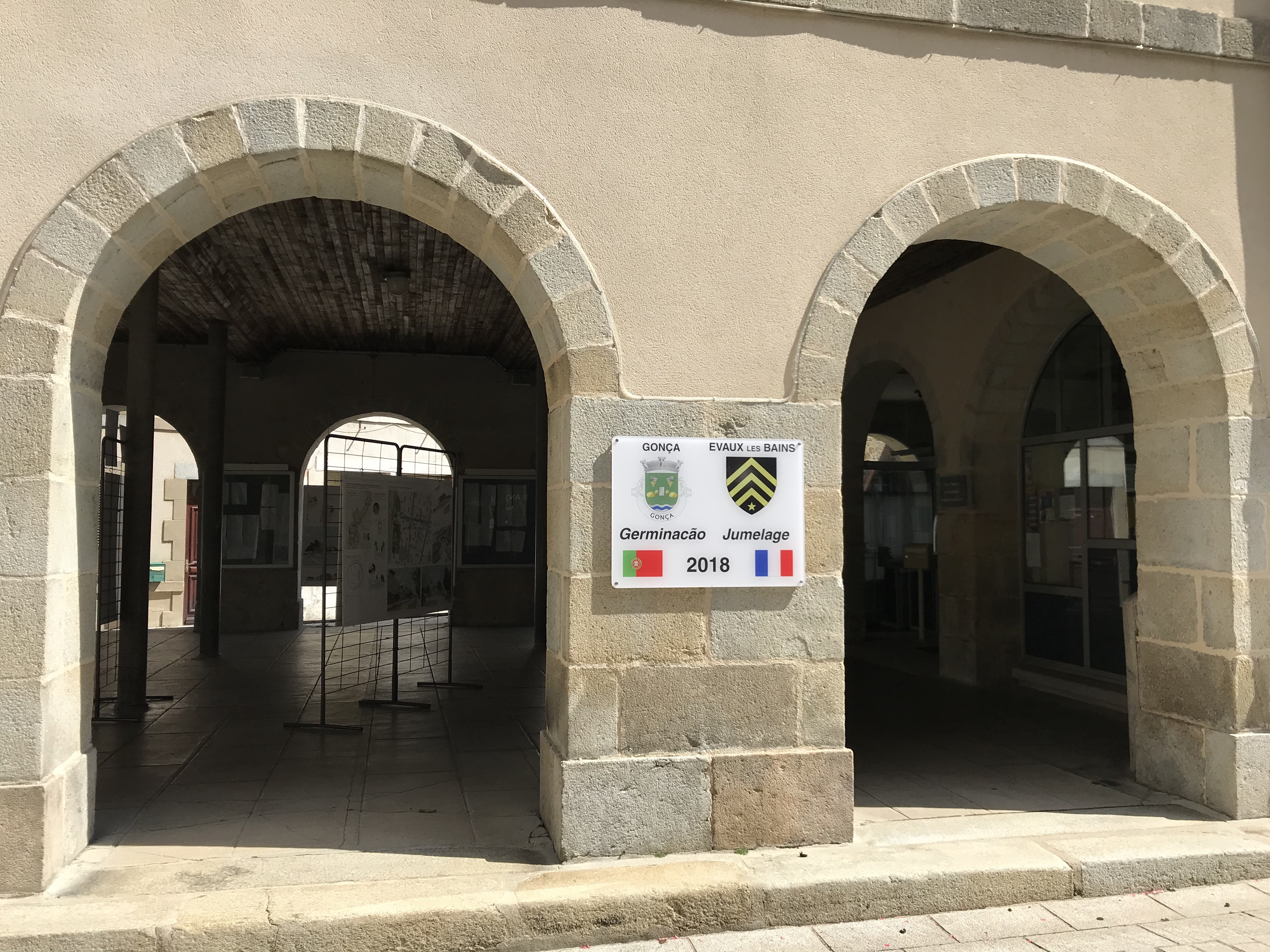
友好城市标牌

埃沃莱班的旅游事务由其所属的克勒兹河汇流市镇公共社区负责。2021年，埃沃莱班境内共有1家酒店共计41间房间；另有1个露营地，可容纳共58辆露营车。

### 媒体
法国主要的媒体均可在埃沃莱班接收，法国电视三台下属的新阿基坦大区频道在部分时段播出埃沃莱班所属区域的地方新闻。《山地报》、《中央人民报》、云雀广播、蓝色法兰西克勒兹广播等是当地主要的地方性媒体。

## 相关人物
法国士兵、抵抗运动成员阿尔费·马齐耶拉斯出生于埃沃莱班。

## 友好城市
截至2022年8月，埃沃莱班共与一座城市互为友好城市关系：
- 葡萄牙 Gonça（2018年）